# إسماعيل محمودي (تشغابور)
اسماعیل محمودي (بالفارسية: اسماعیل محمودی) هي مستوطنة تقع في إيران في قسم تشغابور الريفي.